# Pavel III.
Pavel III., vlastním jménem Alessandro Farnese (29. února 1468 Canino – 10. listopadu 1549 Řím), byl papež mezi lety 1534 a 1549.

## Život
Jako papež byl Pavel III. klasickým představitelem nepotismu, 18. prosince 1534 jmenoval dva ze svých synovců kardinály a své rodině Farnese různými způsoby vypomáhal. Svého vnuka Ottavia Farnese výhodně oženil s Markétou, nemanželskou dcerou císaře a španělského krále Karla V. Během svého pontifikátu se Pavel III. zasazoval o reformu církve, zcela nezbytnou tváří v tvář sílící protestantské reformaci. Kvůli tomuto úsilí ustanovil reformní komisi z řad kardinálů.
Dne 17. prosince 1537 uvalil církevní klatbu[nepřesný odkaz] na anglického krále Jindřicha VIII. kvůli jeho nepovolenému sňatku s Annou Boleynovou a na celou Anglii uvalil interdikt. 27. září 1540 schválil Tovaryšstvo Ježíšovo (Societas Iesu) a jeho stanovy sepsané sv. Ignácem z Loyoly.
Roku 1545 zahájil Tridentský koncil, který odpověděl, přes obrovské časové období, v němž zasedal, na výzvu reformace. Kvůli napětí se španělským králem a německým císařem Karlem V. se koncil přesunul 11. března 1547 do Bologne, která nepatřila k území Svaté říše římské, takže císař nemohl bezprostředně do jednání koncilu zasahovat.
Jako suverén Papežského státu Pavel III. zachovával neutralitu. Přesto roku 1537 uzavřel spojeneckou smlouvu s Benátskou republikou proti Turkům.
Dne 21. července 1542 Pavel III. bulou Licet ab initio založil Congregatio Romanae et universalis Inquisitionis (tedy kongregaci římské inkvizice, dnes Kongregace pro nauku víry). Roku 1548 uvedl také v život švýcarskou gardu, čímž obnovil osobní stráž papeže, která zanikla během Sacco di Roma, vyplenění Říma, a jako výsledek uzavření barcelonského míru. Započal také výstavbu renesanční podoby baziliky sv. Petra; jako stavitele povolal Michelangela Buonarrotiho.

### Konzistoře
Během svého pontifikátu Pavel III. jmenoval celkem 71 kardinálů při 12 konzistořích. Šest z nich bylo původně jmenováno in pectore (tedy tajně) a zveřejněno až později. Mezi jmenovanými byli i jeho tři bezprostřední nástupci na papežském stolci: Giovanni Maria Ciocchi del Monte (pozdější Julius III.), Marcello Cervini (pozdější Marcellus II.) a Gian Pietro Carafa (pozdější Pavel IV.). Dalšími významnými jmény byli např. Reginald Pole, Rodrigo Luis de Borja y de Castre-Pinós (prapravnuk papeže Alexandra VI.), Ippolito II. d'Este (vnuk Alexandra VI.) a Enrique de Borja y Aragón (pravnuk Alexandra VI.). Mezi jmenovanými byl i John Fisher, kterého však nechal anglický král Jindřich VIII. popravit poté, co papeže varoval, aby ho nejmenoval kardinálem.
V roce 1535 měl Pavel III. v úmyslu jmenovat kardinálem Desideria Erasma, ten však nabídku odmítl s odůvodněním, že je příliš starý a nemocný. Při přípravách na konzistoř v roce 1542 plánoval Pavel III. jmenovat Giovanniho Guidicciona, ten však zemřel ještě před jejím konáním. Podle Conrada Eubela papež při této konzistoři vyhradil neurčitý počet dalších kardinálů in pectore.

## Potomci Pavla III.
- Pier Luigi Farnese, vévoda z Parmy a Piacenzy, syn Pavla III.
  - Ottavio Farnese, vévoda z Parmy a Piacenzy. Vnuk Pavla III. Oženil se s Markétou Parmskou, dcerou Karla V.
    - Alessandro Farnese, vévoda z Parmy a Piacenzy. Pravnuk papeže Pavla III. a vnuk císaře Karla V. Oženil se s Marií Portugalskou. Byl místodržícím v Nizozemí, stejně jako předtím jeho matka Markéta Parmská.

## Biskupská genealogie
Následující tabulka obsahuje genealogický strom, který ukazuje vztah mezi svěcencem a světitelem – pro každého biskupa na seznamu je předchůdcem jeho světitel, zatímco následovníkem je biskup, kterého vysvětil. Pavel III. patří k linii kardinála d'Estouteville. Rekonstrukcím a vyhledáním původu v rodové linii se zabývá historiografická disciplína biskupská genealogie.
1. kardinál Guillaume d’Estouteville
2. papež Sixtus IV.
3. papež Julius II.
4. kardinál Raffaele Sansoni Riario
5. papež Lev X.
6. papež Pavel III.